# Mijanmarski kjat
Mijanmarski kjat (mjanmarski kjat, ISO 4217: MMK), službeno sredstvo plaćanja u Mijanmaru. Označava se simbolom K, a dijeli se na 100 pyaa.
Današnji, treći mijanmarski kjat je uveden 1952. godine, kada je zamijenio burmansku rupiju i to u omjeru 1 : 1.
U optjecaju su kovanice od 1, 5, 10, 25, 50 pyaa, te od 1, 5, 10, 50, 100 kjata, i novčanice od 50 pyaa, te od 1, 5, 10, 20, 50, 100, 200, 500, 1000, 5000, 10.000 kjata.